# Dark Alex
Dark Alex, també conegut com a Dark_AleX o DAX, és el pseudònim d'un programador i furoner català. Va programar versions especials del programari intern de la videoconsola portàtil PlayStation Portable, anomenats comunament microprogramaris (firmware) personalitzats (custom firmwares) que combinaven les noves característiques que Sony incorporava en els seus microprogramaris oficials amb altres aplicacions que permetien executar programes no oficials homebrew. A més també va realitzar desenvolupaments que permetien tornar a versions anteriors del microprogramari downgraders i reparar el programari de consoles bloquejades -principalment la bateria Pandora.

## Creacions

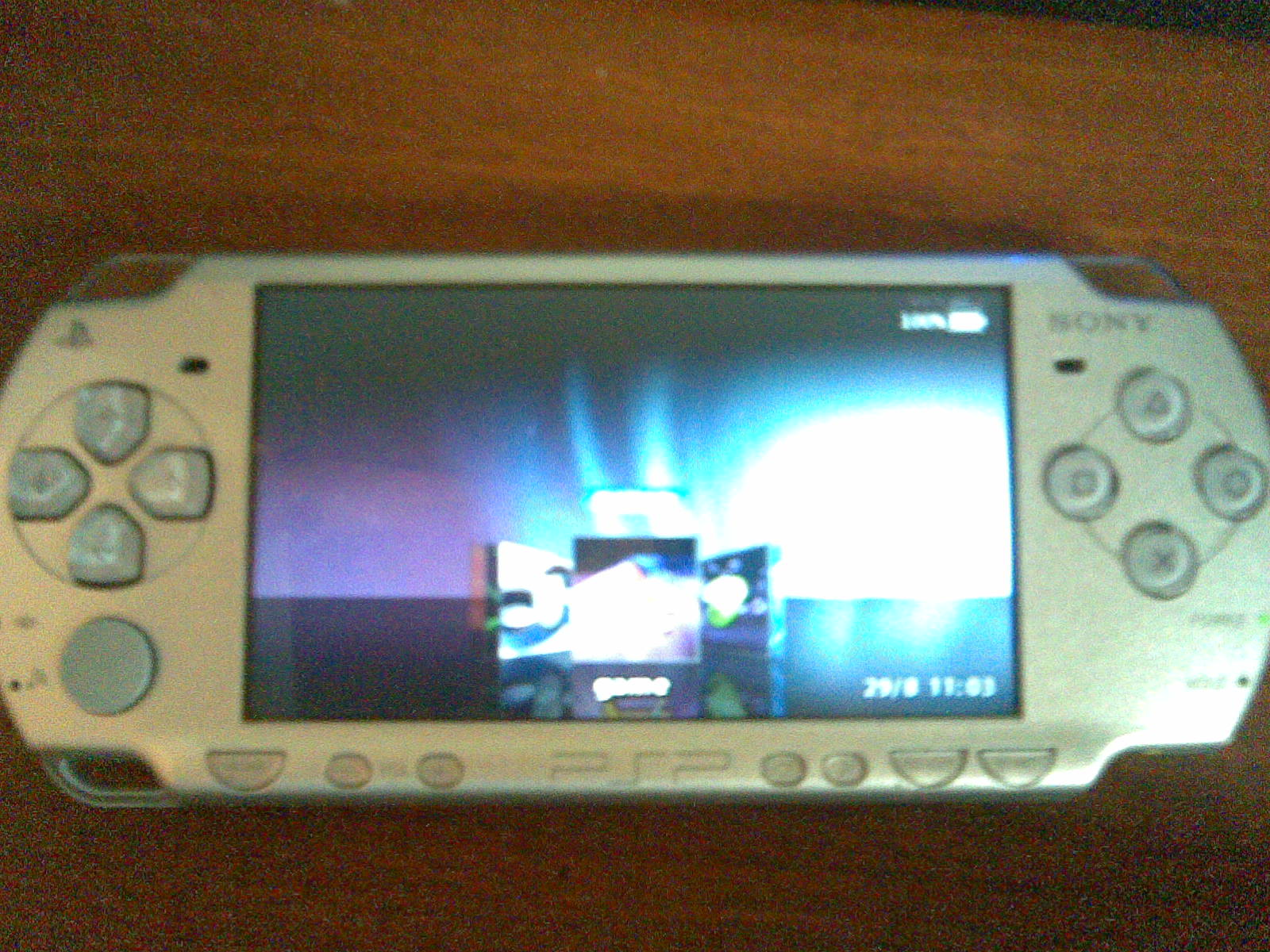
Una PlayStation Portable 2000 amb maquinari personalitzat.

### Compressor ISO
Va crear un compressor d'imatges ISO, que aconseguia reduir-ne la mida per agilitzar la seva descàrrega i instal·lació, juntament amb un programa per a la consola anomenat «DAX ZISO» que permetia fer servir aquests fitxers. El van desenvolupar usuaris de la versió 1.5 del microprogramari, tot i que aquells que el tenien personalitzat també podien fer ús d'ell. El seu desenvolupament no va continuar quedant-se en la versió 0.62. Malgrat que va ser popular, mai va entrar en cap paquet «oficial», denominats devhook.

### Pandora
Pandora era el degradador definitiu. Bàsicament era una bateria i una Memory Stick PRO Duo que aprofitava la naturalesa de la PSP per arrenca un programari independentment de la versió instal·lada a la PSP. Això permetia reparar danys anomenats brics -Bloqueig definitiu d'una PSP -, a més de permetre degradar qualsevol PSP. Pandora no va ser creació única de Dark Alex, sinó de l'equip anomenat Prometheus Team, format pels majors furoners de la PSP.CProgrames que va crear.

## Historial de microprogramaris personalitzats creats per Dark_AleX
- Custom Firmware 1.50 POC: Va ser el primer custom firmware creat per Dark_AleX. Amb això, volia demostrar que es podien fer modificacions en els microprogramaris oficials de Sony. Aquesta versió de custom firmware incloïa un simple menú recovery poc desenvolupat en comparació amb els seis posteriors microprogramaris personalitzats.
- Custom Firmware 2.71 SE: Segon MP creat per Dark_AleX, que incloïa una gran quantitat de millores pel que fa a l'anterior versió 1.50 POC. Les sigles «SE» després de la versió, signifiquen Second Edition.
- Custom Firmware 3.02 OE: Les sigles «OE» signifiquen Open Edition, i així en els posteriors customs firmwares fins a l'aparició dels M33. Va constar de diverses versions, anomenades Updates, que incloïen petites millores o corregien errors (bugs)-: Update Revision A i Update Revision B.
- Custom Firmware 3.03 OE: Va constar de diverses updates o revisions: A i B.
- Custom Firmware 3.10 OE: Va constar de diverses updates o revisions: A i A '. En el cas d'aquests updates, ve a dir que és pràcticament igual que l'anterior update, i que només ha corregit un petit error o bé introduït una nova millora. Es llegiria amb la partícula «prima»
- Custom Firmware 3.40 OE: Va constar d'un update o revisió: A.

### Historial de microprogramaris personalitzats creats per Dark_AleX amb l'equip M33
Passat un temps, després del rumor que Dark_AleX s'havia retirat de la Scene de PSP i el seu explícit comunicat de problemes personals i legals, va reaparèixer unit a un grup de persones amb les que treballava en la creació de microprogramaris. Fins a data d'avui són els següents:
- Custom Firmware 3.51 M33: Incloïa 5 updates en els quals es van corregir nombrosos errors.
- Custom Firmware 3.52 M33: Incloïa 3 updates. Caracteritzat per l'estabilitat.
- Custom Firmware 3.60 M33: Només disponible per a la PSP Slim (2000), ja que la PSP 1000 no tenia el suport de firmware 3.60.
- Custom Firmware 3.71 M33: Amb els seus tres respectius updates.
- Custom Firmware 3.80 M33: Incloïa 4 updates.
- Custom Firmware 3.90 M33: Incloïa un update. Aconseguida estabilitat gairebé total.
- Custom Firmware 4.01 M33: Amb un update.
- Custom Firmware 5.00 M33: Amb els seus sis updates.